# علم ثنائيي الجنس

علم ثنائيي الجنس

تم إنشاء علم ثنائيي الجنس من قبل منظمة ثنائيي الجنس العالمية أستراليا في يوليو سنة 2013 لإنشاء علم «غير مشتق، ولكن مع الترسيخ في معنى». المنظمة تهدف إلى خلق رمزًا من دون النوع الاجتماعي المرموز بالألوان الوردية والزرقاء. ويصف الأصفر والبنفسجي بألوان «الخنثى». وتصفه المنظمة بأنه متاح بحرية «للاستخدام من قبل أي شخص أو منظمة ثنائي الجنس الذي يرغب في استخدامه، في سياق مجتمع حقوق الإنسان تؤكد».
وقد استخدم العلم من قبل مجموعة من وسائل الإعلام ومنظمات حقوق الإنسان.